# 臥龍桜
臥龍桜（がりゅうざくら）は、岐阜県高山市一之宮町にある一本桜。龍が地に臥しているように見えることからその名が付いたが、伊勢湾台風によって龍の胴体部分にあたる部分が枯死し、現在は2本の桜からなる。
1973年（昭和48年）に国の天然記念物に指定された。種類はエドヒガンザクラ。1100歳を越える老樹である。大幢寺（曹洞宗）の境内にあり、1989年（平成元年）に周辺が臥龍公園として整備された。なお昔は「大幢寺（だいどうじ）の大桜」と呼ばれていたが、寺の和尚（道仙）により1931年（昭和6年）に臥龍桜と名付けられた。毎年4月中旬に桜まつりが開かれる。JR高山本線飛騨一ノ宮駅のすぐ近くであり、駅舎や停車中の車両の中からも見ることができる。飛騨・美濃さくら三十三選に選定されている。

## 基礎情報
- 種類：エドヒガンザクラ
- 高さ：約20m
- 枝張り：約30m
- 幹周り：約7.3m
- 所在地：岐阜県高山市一之宮町 臥龍公園内

## ギャラリー

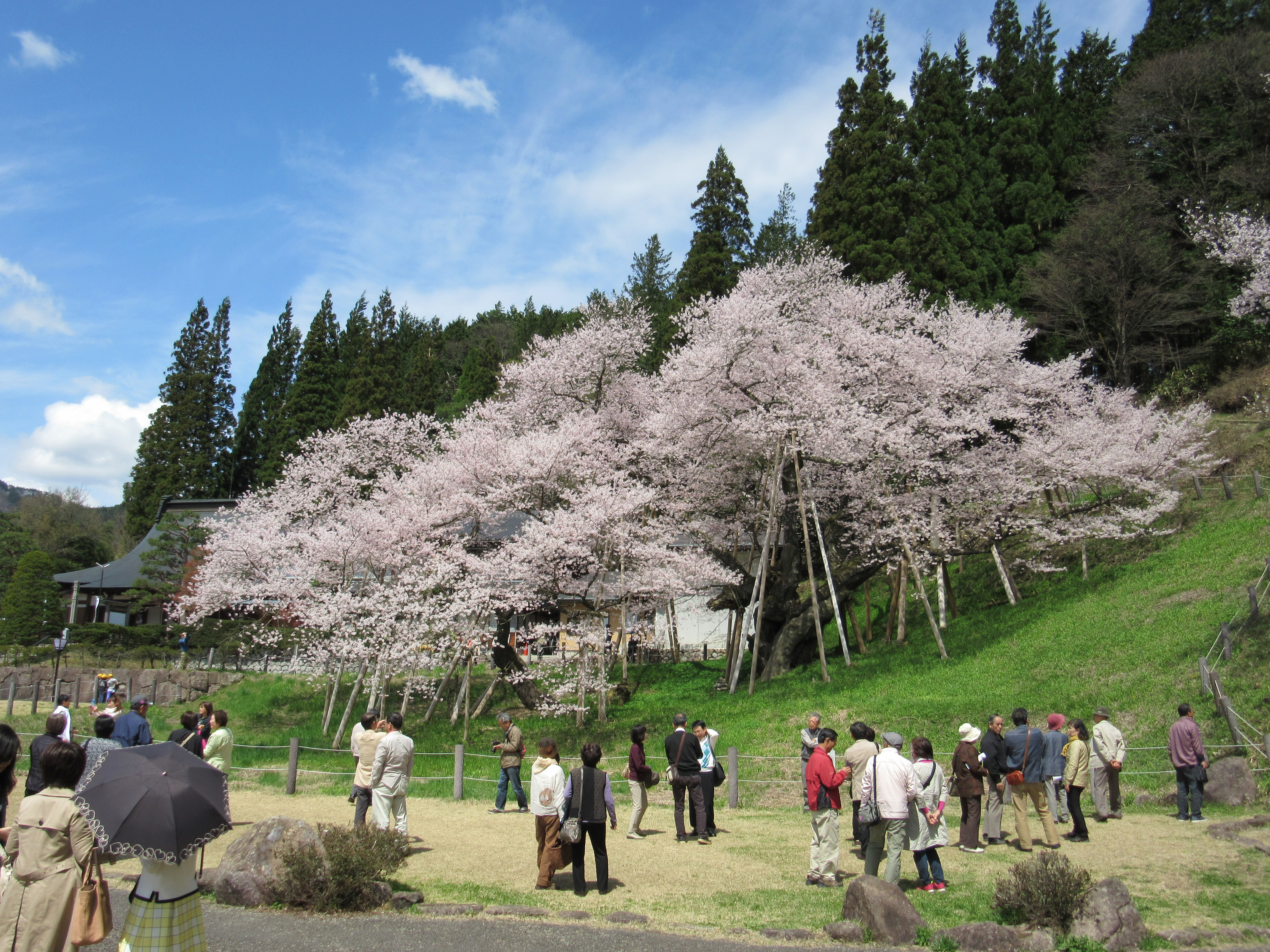
花見客でにぎわう臥龍桜
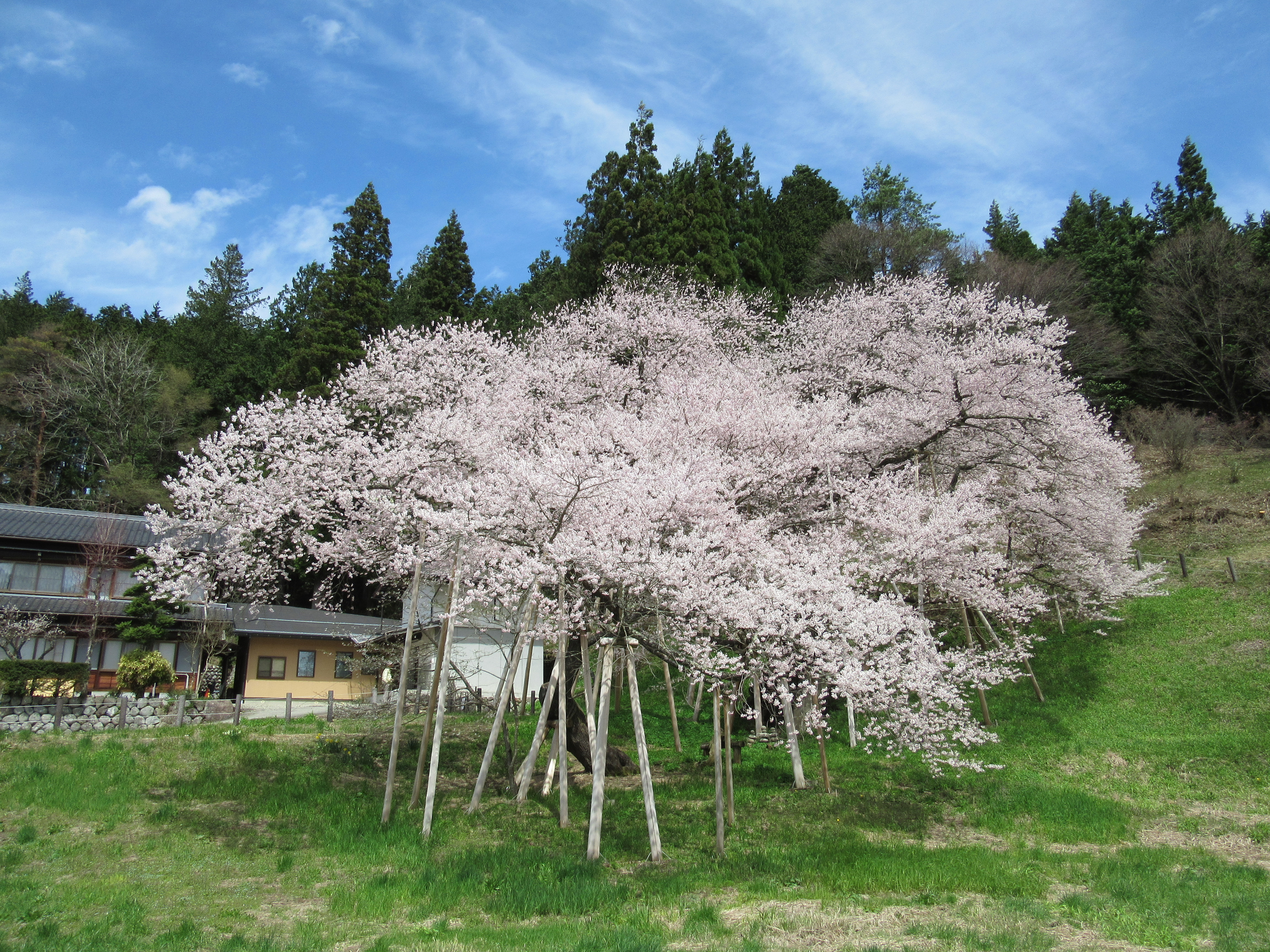
駅側から見た臥龍桜
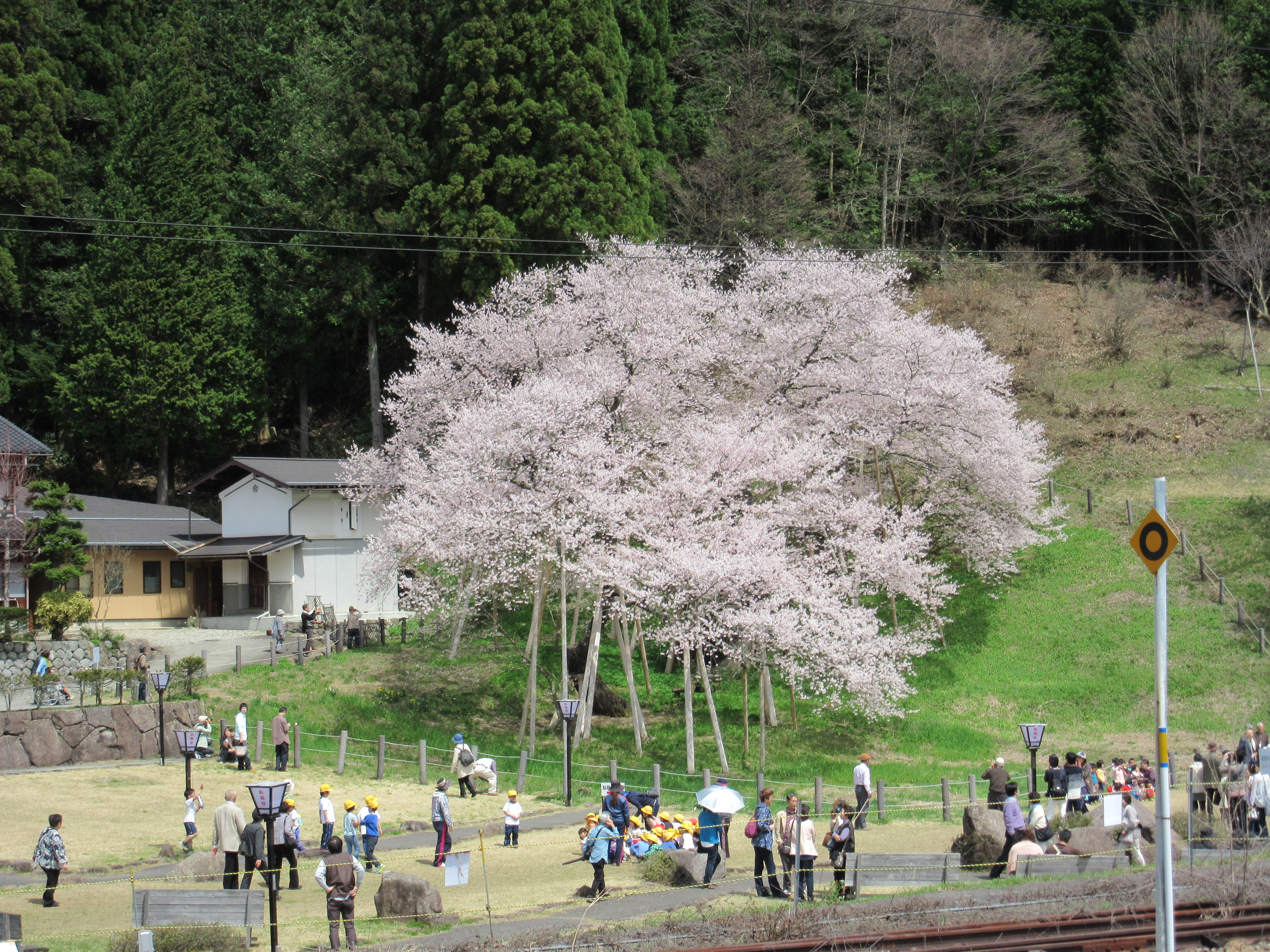
臥龍桜と臥龍公園
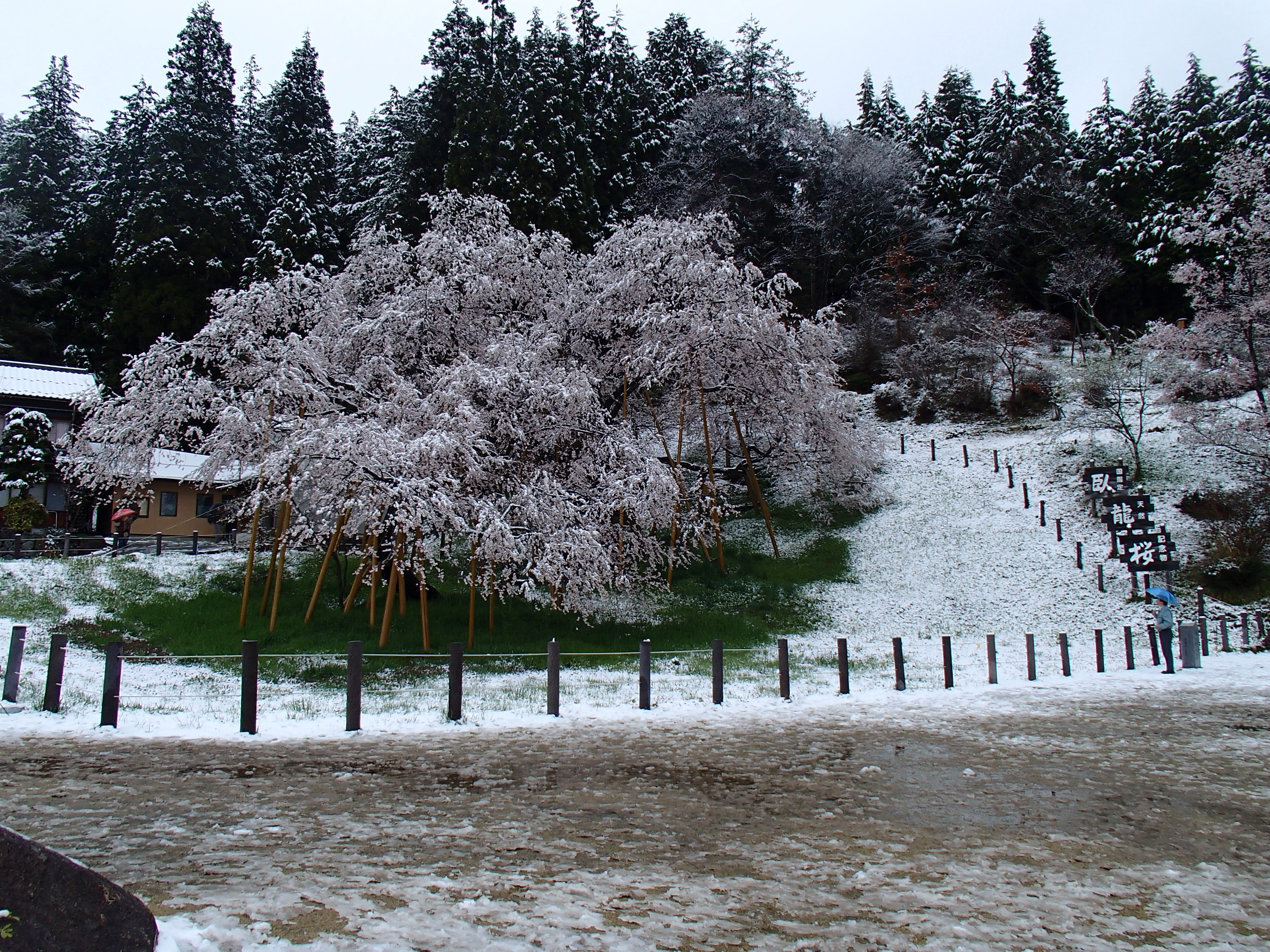
冬の臥龍桜